# يو إف سي 86
يو إف سي 86: جاكسون ضد غريفين (بالإنجليزية: UFC 86: Jackson vs. Griffin)‏ هو حدث لفنون القتال المختلطة نظمته يو إف سي، أُقيم في 5 يوليو 2008، على مركز أحداث ماندالاي باي في لاس فيغاس، نيفادا، الولايات المتحدة.